# 기무라 다쿠토
기무라 다쿠토(일본어: 木村 卓斗, 2000년 5월 16일~)는 일본의 축구 선수이다.

## 구단 경력
그는 2023년 J1리그의 요코하마 F. 마리노스에 입단했다. 2023년 7월 J3리그의 에히메 FC로 임대 이적했다. 2024년 J2리그의 방포레 고후에서 뛰었다. 2025년 요코하마 F. 마리노스로 복귀했다.